# Šelak

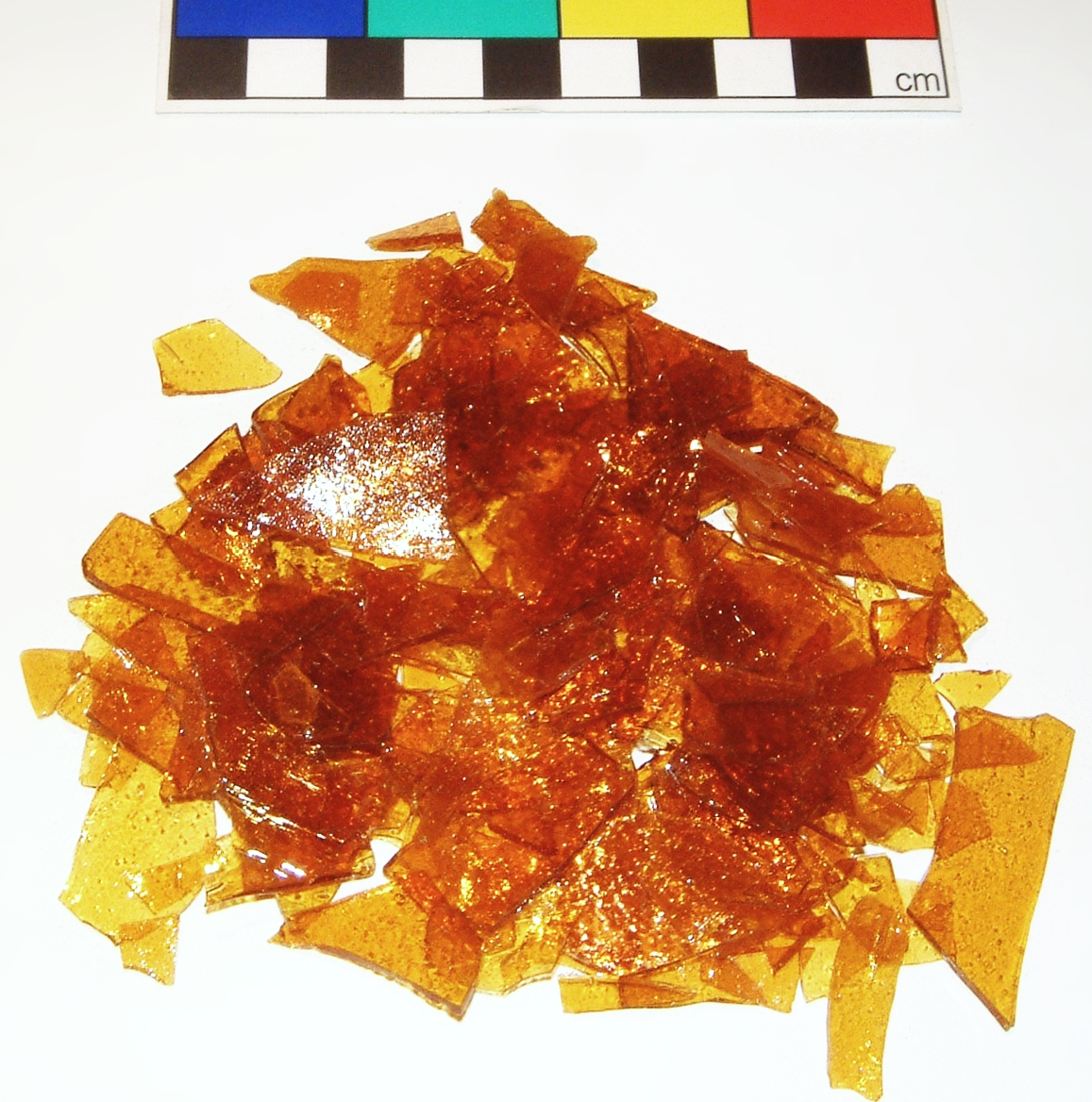
Světle zbarvený šelak

Šelak je přírodní pryskyřice, získávaná z výměšků samičky červce lakového (Kerria lacca), který se vyskytuje v lesích v Indii a Thajsku. Červec pomocí tohoto sekretu chrání své larvy před nepříznivými vlivy okolí. Šelak se zpracovává a prodává jako suché šupiny a rozpouští se v ethanolu za vzniku tekutého šelaku, který se používá jako barvivo, potravinářská poleva či jako povrchová úprava dřeva. Šelak se používá také jako přírodní základní nátěr, nátěr pro předbrus, k uzavření tříslovin a zápachů ve dřevě, k barvení a jako lak s vysokým leskem. Šelak byl v minulosti používán v elektrických zařízeních pro své dobré izolační vlastnosti a nepropustnost vlhkosti. Také se z něj vyráběly fonografové desky a gramofonové desky s rychlostí 78 otáček za minutu, dokud nebyly v padesátých letech nahrazeny vinylovými deskami. Od doby, kdy v 19. století nahradil povrchové úpravy olejů a vosků, byl šelak jedním z dominantních povrchových úprav dřeva v západním světě, dokud nebyl ve 20. a 30. letech 20. století do značné míry nahrazen nitrocelulózovým lakem.

## Etymologie
Slovo šelak pochází z německého schellack, které je odvozeno od holandského či anglického shellac. Toto slovo je složeninou slov shell a lac, což je kalk z francouzského laque en écailles, „lak v tenkých kouscích“, později také gomme-laque, „gumový lak“. Většina evropských jazyků (mimo románské jazyky a řečtinu) převzala slovo pro šelak z angličtiny nebo z německé verze Schellack.

## Historie
Lak (Lac) je poprvé zmíněn v nejstarších indických textech psaných v sanskrtu před 3000 lety. Pátá suktha z pěti knih Atharvavédy popisuje výskyt laku, lakového hmyzu a také použití laku k lékařským účelům pod termínem Laksha. Jedna z védských knih dokonce zmiňuje palác postavený celý z šelaku. Starověké čínské a indické civilizace používaly barvivo extrahované z šelaku na barvení hedvábí a kůže či jako kosmetickou červeň a barvivo na zdobení hlavy. Adhezivní vlastnosti pryskyřice se používaly při usazování drahokamů a jílců meče. Lac a Laksha jsou nejspíše odvozeny od sanskrtského slova laksa nebo hindského slova Lakh (znamenající 100 000), čímž by toto slovo naznačovalo obrovské množství tohoto hmyzu na stromech v Indii a Thajsku, které produkují tuto pryskyřici. Tento název by odpovídal také faktu, že na kilogram šelaku je potřeba asi 300 000 brouků. Jan Huygen van Linschoten, který cestoval do Indie pod portugalskou korunou, byl prvním Evropanem, jenž podal zprávu o laku roku 1596 (jiný zdroj uvádí, že měla být výroba a užití šelaku popsána již roku 1534, nejspíše šlo o Garcia de Ortu, který Indii toho roku navštívil). Již v 17. století importovala Východoindická společnost lakové barvivo (tzv. Lac Dye, kyselina lakkaová obsažená v šelaku) a později také šelak do Evropy. Jako umělecký pigment je šelak zmíněn však již ve španělském receptáři z roku 1220, roku 1557 v Benátkách či v knize De Atramentis cujuscunque generis (roku 1660 publikoval benátský lékař Petrus Maria Caneparius). V průběhu 17. století začala být šelaková pryskyřice, barvivo i vosk používán častěji malíři nejen k malbě, ale také jako ochranný lak. Jeho použití se posléze přeneslo také k jiným řemeslům, často se užíval na dřevě. Ve velké míře se šelak začal používat až v 19. století a to nejčastěji ve formě tzv. šelakové politury (anglicky french polish). Ve střední Evropě nebyl šelak do 19. století nejspíše používán vůbec, a to zřejmě kvůli své vysoké ceně. Místo něj se používaly oleje, vosky či olejo-pryskyřičné laky, především směsi pryskyřic jako sandarak, mastix, jantar, kopál či běžný terpentýn (kalafuna), který se běžně používá na hudební nástroje. Začátkem 20. století nahradil užití šelaku nitrocelulózový lak a další syntetické laky.

## Vlastnosti
Šelak vzdoruje kyselinám, v zásadách se ale rozkládá. Rozpouští se v lihu, působením světla tvrdne, proto se musí uchovávat v tmavých nádobách. Jeho bod varu je asi 80–120 stupňů Celsia.
Relativní permitivita εr je 3 až 4,0.
Výhody užívání šelaku:
- fyziologicky nezávadný
- biologicky odbouratelný
- bez zápachu
- nejedovatý

## Použití

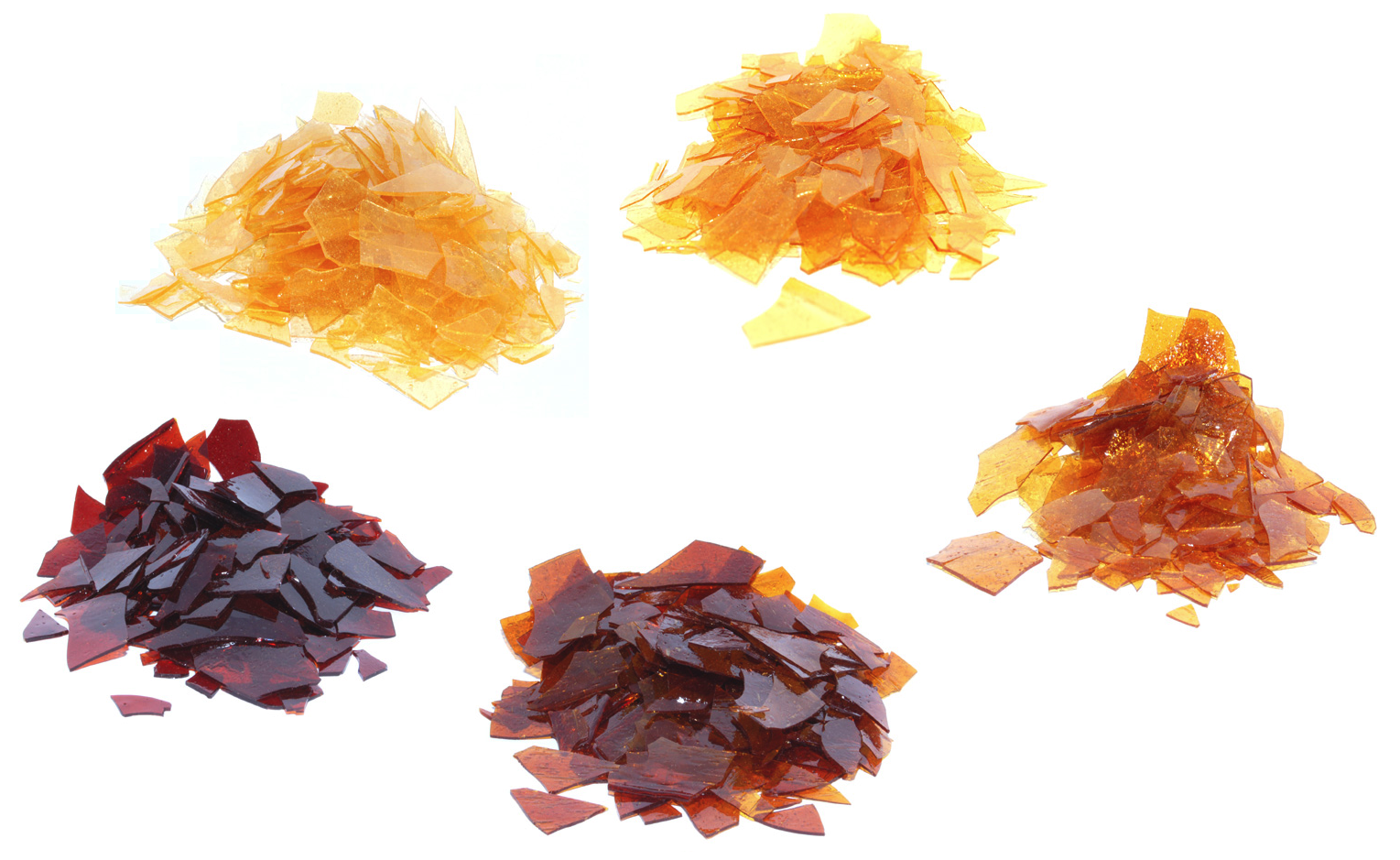
Různá zabarvení šelaku

- Ve výrobě hudebních nástrojů se používá k ručnímu lakování houslí i k lakování některých dřevěných dechových nástrojů vyráběných ze světlého dřeva.
- Povrchová úprava dřeva pomocí šelakové politury při restaurátorských pracích. Dřevo se jím lakuje, což mu dodává vynikající vzhled.
- Do začátku 60. let 20. století se užíval k výrobě gramofonových desek (tzv. standardní gramofonové desky); od 30. let 20. století byl postupně nahrazován PVC (vinylové gramofonové desky).
- Leštění nábytku (v 18.–19. století).
- Jako lešticí přídatná látka v potravinářství s označením E904, např. na čokoládové dražé. Také k impregnaci povrchu ovoce a zeleniny kvůli zachování čerstvosti.

## Druhy
- zlato-oranžový (TN), obsahuje víc vosku
- tmavočervený (tzv. rubínový šelak), obsahuje málo vosku
- pravý indický šelak (ABTN)
- bílý (bělený) šelak (tzv. copový šelak, uchovává se ve formě copů ve vodě, aby nereagoval se vzduchem a zachoval si bílou barvu), získávaný přidáním chlóru, který šelak zbavuje vosku. Používá se k leštění světlých dřev (javor, lípa).

## Příprava
Výměšky citronově žluté až tmavočervené barvy na vzduchu zasychají. Zaschlá živice se z větviček fíkovníků odloupává v podobě plástů či tyčinek. Surový šelak se přetaví a zbaví nečistot, nalije se na pružné plechy nebo válce, po ztvrdnutí se odlupuje ve formě šupinek. Jeho zabarvení indikuje obsah vosku, největší obsah vosku má jasně žlutý, nejmenší naopak červený, tzv. rubínový šelak.

## Náhražky
Syntetickou náhradou šelaku jsou acetaldehydové pryskyřice.